# Melanolophia cana
Melanolophia cana är en fjärilsart som beskrevs av Frederick H. Rindge 1964. Melanolophia cana ingår i släktet Melanolophia och familjen mätare. Inga underarter finns listade i Catalogue of Life.